# Меркурьев, Пётр Васильевич
Пётр Васи́льевич Мерку́рьев (17 июня 1943, Колпашево, Новосибирская область — 27 сентября 2010, Москва) — советский и российский актёр, музыковед, хормейстер, музыкальный журналист. Сын актёра Василия Меркурьева и внук режиссёра Всеволода Мейерхольда. Заслуженный деятель искусств Российской Федерации (2001).

## Биография
Пётр Меркурьев родился в городе Колпашево (на территории современной Томской области) в семье Василия Васильевича Меркурьева и дочери Всеволода Мейерхольда Ирины (его родители в то время возглавляли окружной драматический театр в городе Нарым).
Окончил два музыкальных училища: при Ленинградской консерватории (1965) как музыковед, при Московской консерватории (1967) как дирижёр хора.
Высшее хормейстерское образование получил в Харьковском институте искусств (1970).
Работал педагогом в детской хоровой студии «Весна» (1966—1970) и детской хоровой студии «Пионерия» (1971—1974).
С 1974 по 1992 — в Союзе композиторов СССР (зам. председателя, председатель Комиссии по музыкально-эстетическому воспитанию детей и юношества).
С 1989 по 2010 — зам. главного редактора газеты «Музыкальное обозрение» (основана в 1989 Тихоном Хренниковым). Как лектор-музыковед выступал в залах Московской филармонии, Колонном зале Дома Союзов, Концертном зале им. Чайковского (Москва), вёл телевизионные музыкальные передачи «Детский час» на Центральном телевидении.
В кино начал сниматься в 1959 (первая роль — дирижёр Игорь в фильме «Невские мелодии», «Ленфильм»). Снялся более чем в 95 фильмах.
Член Союза композиторов России, член Союза журналистов России, член консультативного совета Российской общенациональной секции ИСМЕ.
Скончался в Москве 27 сентября 2010 года на 68-м году жизни от тяжелого онкологического заболевания.
Похоронен на Литераторских мостках Волковского кладбища.

## Признание и награды
- Заслуженный деятель искусств России (2001)[3].

## Интересные факты
Меркурьев дважды в кино сыграл своего деда, Всеволода Мейерхольда. В первый раз — в 1980 году в фильме «Я — актриса», во второй раз — в 2005 году в телесериале «Есенин».

## Фильмография
- 1958 — Невские мелодии —  Игорь
- 1965 — Сердце матери — заключённый (нет в титрах)
- 1966 — Не забудь… станция Луговая —  Близорукий
- 1969 — Князь Игорь — Ерошка
- 1971 — Шутите? (новелла «Вандербуль бежит за горизонт») — отец Вандербуля
- 1971 — Мальчики — милиционер
- 1971 — Дорога на Рюбецаль — немец
- 1971 — Драма из старинной жизни
- 1971 — Достояние республики — фотограф
- 1972 — Дела давно минувших дней… — Кемберовский
- 1973 — Москва — Кассиопея — академик Курочкин
- 1973 — Чиполлино — синьор Петрушка, воспитатель графа Вишни
- 1973 — Берега
- 1973 — Дела сердечные — ресторанный выпивоха
- 1974 — Отроки во Вселенной — Курочкин
- 1975 — Звезда пленительного счастья — декабрист
- 1975 — Они сражались за Родину — Раколов
- 1976 — Опровержение — Альберт, сотрудник редакции (озвучил Артём Карапетян)
- 1978 — Дуэнья — монах
- 1978 — Супруги Орловы — Студент Харитонов
- 1979 — В одно прекрасное детство — клоун Анатолий Дуров
- 1979 — Забудьте слово «смерть» — Кальянов
- 1980 — Коней на переправе не меняют — участник совещания (нет в титрах)
- 1980 — Я — актриса — Мейерхольд
- 1981 — Будем ждать, возвращайся — Савелий
- 1982 — Нас венчали не в церкви — попутчик Синегуба в поезде
- 1983 — Прости меня, Алёша
- 1983 — Мы из джаза — Егор
- 1983 — Одиноким предоставляется общежитие — гость на новогоднем празднике
- 1984 — Рассмешите клоуна — спутник Гали на представлении
- 1984 — Мёртвые души — Иван Иванович — Кувшинное рыло
- 1985 — Иди и смотри — Глеб Васильевич
- 1985 — Поездки на старом автомобиле — дирижёр
- 1986 — Михайло Ломоносов — учитель младшего класса в Спасской школе
- 1987 — Акселератка — Красновязов
- 1987 — Забытая мелодия для флейты — дирижёр Тамбовского хора
- 1987 — В Крыму не всегда лето — Прошенко
- 1988 — Фантазёр
- 1988 — Защитник Седов — четвёртый заключённый
- 1989 — Филипп Траум — Фишер, органист
- 1991 — Человек со свалки — Ефим Осипов
- 1992 — Грех — заведующий автобазы
- 1993 — Приговор
- 1993 — Сны — гипнотизёр Ренуар
- 1994 — Незабудки — отец Софьи Михайловны
- 1995 — Ширли-мырли — гость на свадьбе
- 1996 — Ревизор — Христиан Иванович Гибнер
- 1999 — Не послать ли нам... гонца? — врач-психиатр
- 2000 — Воспоминания о Шерлоке Холмсе — секретарь короля
- 2002 — Бригада — профессор
- 2002 — Дружная семейка — директор зоопарка
- 2003 — Последний поезд — почтальон Крейцер
- 2004 — Долгое прощание — завлит театра, Борис Миронович Маревин (Боб)
- 2005 — Есенин — Мейерхольд
- 2005 — Охота на изюбря
- 2007 — Завещание Ленина — преподаватель
- 2007 — Ликвидация — Петюня
- 2008 — Вероника не придёт — Григорий Августович, обитатель дома престарелых
- 2008 — Трудно быть богом — Гур
- 2008 — Застава Жилина — Иван Герасимович, сосед Жилиных по квартире
- 2008 — Золушка 4x4. Всё начинается с желаний — отец Золушки
- 2009 — Исаев — заведующий отделом рекламы
- 2009 — Аптекарь — дядя Коля
- 2011 — Чокнутая — архивариус

## Сочинения
- Меркурьев-Мейерхольд, Пётр. Сначала я был маленьким: Книга о родителях. М.: Алгоритм, 2001 — 336 с. — ISBN 5-9265-0014-1; 2-е изд.: М.: Эксмо, 2002 — 352 c. — ISBN 5-699-01127-7 (автобиография)